# Iraklis FC
O Gymnasticós Sillegós Iraklis Thessalonic (grego:Γυμναστικός Σύλλογος Ηρακλής Θεσσαλονίκης), ou Iraklis FC, em sua forma romanizada oficial, é um clube de futebol da Grécia situado na cidade de Salônica. O clube joga suas partidas no Estádio Kaftanzoglio, com capacidade para 28.200 pessoas. Suas cores são o branco e o azul. Na temporada 2022/23 a equipe encontra-se na segunda divisão do Campeonato Grego.
Por questões regionais O Iraklis tem rivalidades com o PAOK e o Aris.

## História
O Iraklis foi concebido em 1899, como Clube de Amigos da Arte, mas seu primeiro jogo oficial só foi em 1905.
Disputou Campeonatos regionais de Salônica vencendo 7 sete em 1914, 1915, 1927, 1939, 1940, 1951, 1952. 
A primeira temporada do clube na primeira divisão foi a de 1930-31, onde ficou em 6º lugar. Na continuidade da Década de 30 o clube disputou a primeira divisão em alguns anos alternados.
Na metade da Década de 40 o clube voltou à primeira divisão, ficando em segundo lugar na temporada de 1946-47 que havia 6 clubes, ficou atrás apenas do Olympiakos.
Na década de 70 teve sua maior conquista: uma Copa da Grécia na temporada de 1975-76 ao derrotar o Olympiakos nos pênaltis por 6 a 5, após uma partida de 4 a 4. Essa conquista levou-o à Taça dos Clubes Vencedores de Taças, sendo eliminada já na primeira rodada pelo APOEL Nicósia do Chipre, após um empate em casa de 0 a 0 e uma derrota fora de 2 a 0.
Participou 8 vezes da Copa da UEFA, sendo que os melhores desempenhos foram na temporada de 1961-62, onde foi eliminado na segunda rodada pelo Novi Sad XI ao ganhar em casa por 2 a 1 e perder fora por 9 a 1 e na de 2000-01, onde foi eliminado novamente na segunda rodada pelo Slavia Praga após empatar em casa em 2 a 2 e perder fora por 4 a 1.

## Títulos no Futebol
- Copa da Grécia: 1975-76

Ligas Regionais
- 7 Campeonatos de Salônica  1914, 1915, 1926–27, 1938–39, 1939–40, 1950–51, 1951–52

- Copa Dos Balcãs
  - Campeão  (1): 1985
  - Vice (1): 1981

## Títulos no Basquete

### Competições Nacionais

#### Liga Grega
Campeão (2): 1927–28, 1934–35.
Finalista (3): 1935–36, 1961–62, 1963–64

#### Copa da Grécia de Basquete
Vice Campeão (3): 1980–81, 1993–94, 1995–96

### Competições Europeias

#### Copa Saporta
Semifinalista (2): 1994–95 , 1996–97